# Зондхајм фор дер Рен
Зондхајм вор дер Рхен (њем. Sondheim vor der Rhön) општина је у њемачкој савезној држави Баварска. Једно је од 37 општинских средишта округа Рен-Грабфелд. Према процјени из 2010. у општини је живјело 1.006 становника. Посједује регионалну шифру (AGS) 9673167.

## Географски и демографски подаци
Зондхајм вор дер Рхен се налази у савезној држави Баварска у округу Рен-Грабфелд. Општина се налази на надморској висини од 358 метара. Површина општине износи 18,6 km². У самом мјесту је, према процјени из 2010. године, живјело 1.006 становника. Просјечна густина становништва износи 54 становника/km².